# Tűzfal (építészet)

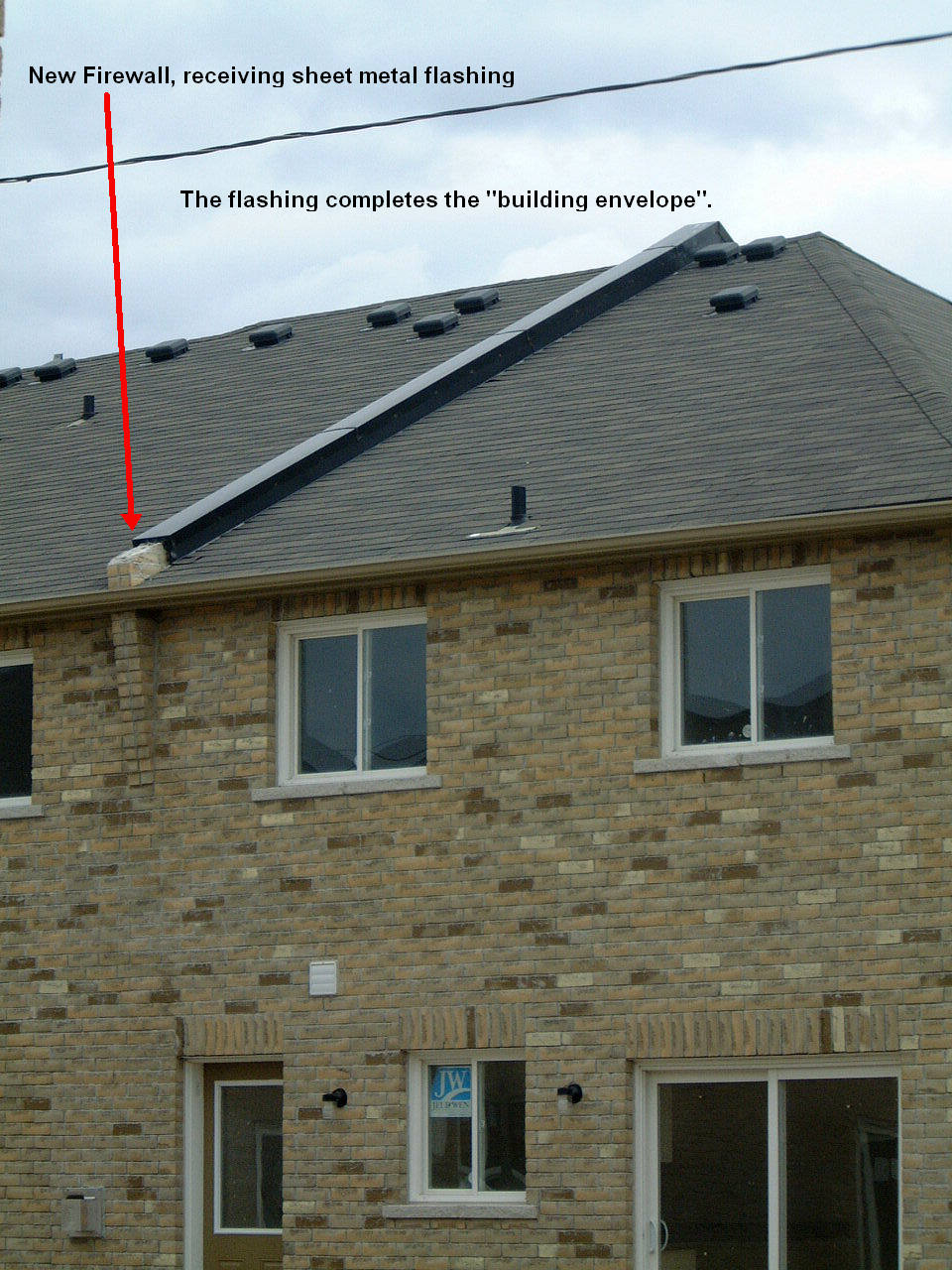
Tűzfal fémlemezzel burkolva

A tűzfal függőleges zárófalazat, rendszerint nyeregtetők oldalzáró fala, mely főként tűzvédelmi (tűzterjedés-gátló) funkciókkal lett kiépítve. Neve is funkciójából ered. Egy-egy önálló rendeltetési egység, vagy tűzszakasz felső, tetősíkon kívül érő fala. Anyaga nehezen, vagy nem éghető tűzvédelmi kategóriájú építőanyagokból áll, azaz tömör tégla vagy beton. A falazat fagyvédelme miatt felső síkját bádogozással látják el. Gyakran összetévesztik az oromfallal, azonban ezek nem szinonim fogalmak.
Átvittebb értelemben a gépészetben – például belsőégésű motorok zárófala – szintén hővédelmi feladatot ellátó szerkezeti elem.